# Tom Kirschey
Tom Kirschey (* 13. Oktober 1976 in Ost-Berlin) ist ein deutscher Biologe, Herpetologe und Naturschützer.

## Leben
Er studierte Biologie an der Humboldt-Universität zu Berlin und arbeitete danach als freier Publizist und Gutachter, insbesondere für internationale Projekte des Naturschutzes und der Entwicklungszusammenarbeit. Geographischer Schwerpunkt bildeten die Kaukasusregion und Russland. Von 2013 bis 2023 war er für die NABU Bundesgeschäftsstelle tätig, seit 2016 als Teamleiter Internationaler Moorschutz und Südostasien. In dieser Zeit war der NABU unter anderem in Projekte der Internationalen Klimaschutzinitiative (IKI) in Indonesien eingebunden und war koordinierender Projektpartner des Projektes LIFE Peat Restore. Seit 2023 leitet Tom Kirschey das Kompetenzzentrum Natürlicher Klimaschutz (KNK).

## Ehrenämter
Tom Kirschey bekleidete in unterschiedlichen Naturschutz- und wissenschaftlichen Vereinen Wahl-Ehrenämter und wurde für unentgeltliche Tätigkeiten in Beratungsgremien berufen.
- 2002–2004: Vorsitzender der Berliner Landesarbeitsgemeinschaft Naturschutz[5]
- 2002–2012: Vorsitzender des NABU Landesverbandes Brandenburg[6]
- 2003–2012: Mitglied des Stiftungsrates und Vorstandes der Stiftung Naturlandschaften Brandenburg berufen durch den NABU
- 2004–2022: Vorsitzender des NABU Regionalverbandes Gransee[7][8]
- 2017–2022: Schatzmeister der Societas Europaea Herpetologica[9]

Er ist Mitglied des Conservation Committee der Societas Europaea Herpetologica und stellvertretender Sprecher des NABU-Bundesfachausschusses Feldherpetologie und Ichthyofaunistik.

## Publikationen
Das Spektrum wissenschaftlicher und populärwissenschaftlicher Publikationen reicht von Beiträgen zur Herpetologie, zur Vegetationskunde von Standgewässern und Moorhydrologie bis hin zur Methodik zur Ermittlung der Treibhausgasbilanz von Mooren. Er ist Co-Autor eines deutschsprachigen Bestimmungsbuches über Wasserpflanzen in Deutschland, zweier englischsprachiger Handbücher über die Wiedervernässung von degradierten Mooren in Europa und zweier indonesischsprachiger Bücher über Amphibien der Sundainseln.
- Nigar Agayeva et al.: Potential Analysis for Further Nature Conservation in Azerbaijan: A Spatial and Political Investment Strategy. 162 Seiten, Geozon Science Media, Greifswald, 2009, ISBN 978-3-941971-01-1[10]
- Rita Kindler, Tom Kirschey: Könnt Ihr denn mit der Erde tun, was Ihr wollt?[11]

- Silke Oldorff, Tom Kirschey, Volker Krautkrämer: Pflanzen im Süßwasser.[12]

- Fajar Kaprawi, Farits Alhadi, Amir Hamidy, Bobby Nopandry, Tom Kirschey, Jarian Permana: Panduan Lapangan Amfibi di Taman Nasional Batang Gadis, Sumatera Utara. (Feldführer der Amphibien des Batang Gadis Nationalparks, Nord-Sumatra)[13].

- Mara Pakalne et al.: Best Practice Book for Peatland Restoration and Climate Change Mitigation - Experiences from LIFE Peat Restore Project.[14]

- Farits Alhadi, Fajar Kaprawi, Amir Hamidy, Tom Kirschey: Amfibi Pulau Jawa Panduan Bergambar dan Identifikasi. (Amphibien der Insel Jawa: Ein illustrierter Bestimmungs-Leitfaden)[15]

- Leonas Jarašius et al.: Handbook for assessment of greenhouse gas emissions from peatlands. Applications of direct and indirect methods by LIFE Peat Restore.[16]

## Durch Tom Kirschey beschriebene Taxa
Gemeinsam mit indonesischen Herpetologen beschrieb Kirschey einen neuen Ruderfrosch von der Insel Jawa: Zhangixalus faritsalhadii Gonggoli, Munir, Kaprawi, Kirschey & Hamidy 2024.

## Dedikationsnamen für Tom Kirschey
In Würdigung seines Einsatzes für den Naturschutz in Südostasien sind zu seinen Ehren eine Dornschrecke von Borneo (Discotettix kirscheyi), eine Grubenotter von Simeulue (Trimeresurus kirscheyi) sowie ein Blütenmulmkäfer von Mindanao (Macrotomoderus kirscheyi) benannt.